# Antônio Francisco de Paula Sousa
Antônio Francisco de Paula Sousa (Itu, 6 de dezembro de 1843 — São Paulo, 13 de abril de 1917) foi um engenheiro e político brasileiro.
Era filho de Antônio Francisco da Paula Sousa, ministro da Agricultura, e Maria Rafaela da Paula Sousa, filha do primeiro barão de Piracicaba Antônio Pais de Barros. Casou-se com Ada Virginie Herwegh na Alemanha. Era neto de Francisco de Paula Sousa e Melo.
Estudou no colégio Galvão em São Paulo e depois na escola Calógeras em Petrópolis. Mudou-se para Dresden na Alemanha aos quinze anos.
Em 1861 matriculou-se na Universidade de Zurique (Suíça). Em 1863 se transferiu para outra escola em Karlsruhe (Alemanha). Desenvolveu convicções republicanas. Adquiriu também conhecimentos de engenharia de ferrovias.   
Em 1871 voltou definitivamente ao Brasil para dedicar-se ao desenvolvimento ferroviário brasileiro. Trabalhou na Estrada de Ferro Ituana.
De ideologia republicana, participou da Convenção de Itu de 1873. 
Em 1878 Paula Sousa visitou a exposição universal. Ao retornar montou um escritório de engenharia.
Em 1892 foi eleito deputado estadual, tendo sido presidente da Assembleia Legislativa. Foi Ministro dos Transportes do governo Floriano Peixoto, de 22 de abril a 8 de setembro de 1893.
Enquanto deputado, elaborou o projeto de uma escola politécnica. Essa foi aprovada e inaugurada em 15 de fevereiro de 1894. A Escola Politécnica de São Paulo iniciou suas atividades na Mansão dos Três Rios onde permaneceu até 1924.
Foi diretor da Poli durante 24 anos. Morreu em 13 de abril de 1917.